# Verdienter Meister des Sports der UdSSR im Schach
Der Verdiente Meister des Sports der UdSSR (bis 1983 als Verdienter Meister des Sports) war eine staatliche Auszeichnung in der Sowjetunion. Der Ehrentitel wurde am 27. Mai 1934 durch das Zentrale Exekutivkomitee der UdSSR eingeführt. Er wurde verliehen von dem Staatskomitee für Körperkultur und Sport an Meister, die aktiv am Aufbau der sowjetischen Körperkultur beteiligt waren und überragende Leistungen vorweisen konnten. Die Verleihung erfolgte in Form eines Abzeichens mit Urkunde. Im Juni 1934 wurde die erste Liste mit 22 Sportlern aus Moskau, Leningrad, Kiew und Charkow veröffentlicht. Insgesamt wurden mehr als 4000 Titel vergeben, davon gingen 52 an Schachspieler. Der auf Lebenszeit verliehene Titel konnte unter Umständen aberkannt werden. So erging es Alla Kuschnir und Viktor Kortschnoi nach ihrer Auswanderung aus der Sowjetunion. Mark Taimanow, der für seine vernichtende Niederlage gegen Bobby Fischer bestraft wurde, erhielt den Titel am Ende der sowjetischen Ära zurück.

## Träger der Auszeichnung
| Jahr | Name                   | Titel                             |
| ---- | ---------------------- | --------------------------------- |
| 1934 | Pjotr Romanowski       | Internationaler Meister           |
| 1940 | Nikolai Rjumin         | Meister des Sports der UdSSR      |
| 1941 | Wiktor Goglidse        | Internationaler Meister           |
| 1942 | Fjodor Dus-Chotimirski | Internationaler Meister           |
| 1943 | Wladimir Makogonow     | Ehren-Großmeister                 |
| 1945 | Michail Botwinnik      | Großmeister                       |
| 1947 | Nikolai Subarew        | Meister des Sports der UdSSR      |
| 1947 | Grigori Löwenfisch     | Großmeister                       |
| 1947 | Wladimir Nenarokow     | Internationaler Meister           |
| 1948 | Isaak Boleslawski      | Großmeister                       |
| 1948 | Igor Bondarewski       | Großmeister                       |
| 1948 | Paul Keres             | Großmeister                       |
| 1948 | Alexander Kotow        | Großmeister                       |
| 1948 | Andor Lilienthal       | Großmeister                       |
| 1948 | Wjatscheslaw Ragosin   | Großmeister                       |
| 1948 | Wassili Smyslow        | Großmeister                       |
| 1948 | Salo Flohr             | Großmeister                       |
| 1950 | Vladas Mikėnas         | Ehren-Großmeister                 |
| 1951 | David Bronstein        | Großmeister                       |
| 1952 | Pjotr Dubinin          | Internationaler Meister           |
| 1952 | Olga Rubzowa           | Internationaler Meister           |
| 1953 | Jelisaweta Bykowa      | Internationaler Meister           |
| 1953 | Ljudmila Rudenko       | Internationaler Meister           |
| 1956 | Genrich Kasparjan      | Großmeister für Schachkomposition |
| 1957 | Kira Sworykina         | Großmeister der Frauen            |
| 1960 | Wladimir Korolkow      | Großmeister für Schachkomposition |
| 1960 | Viktor Kortschnoi      | Großmeister                       |
| 1960 | Tigran Petrosjan       | Großmeister                       |
| 1960 | Michail Tal            | Großmeister                       |
| 1962 | Lew Loschinski         | Großmeister für Schachkomposition |
| 1963 | Efim Geller            | Großmeister                       |
| 1964 | Nona Gaprindaschwili   | Großmeister                       |
| 1965 | Juri Awerbach          | Großmeister                       |
| 1965 | Boris Spasski          | Großmeister                       |
| 1965 | Leonid Stein           | Großmeister                       |
| 1967 | Tatjana Satulowskaja   | Großmeister der Frauen            |
| 1969 | Lew Polugajewski       | Großmeister                       |
| 1971 | Nana Alexandrija       | Großmeister der Frauen            |
| 1972 | Alla Kuschnir          | Großmeister der Frauen            |
| 1974 | Anatoli Karpow         | Großmeister                       |
| 1978 | Maja Tschiburdanidse   | Großmeister                       |
| 1985 | Garri Kasparow         | Großmeister                       |
| 1986 | Irina Lewitina         | Großmeister der Frauen            |
| 1987 | Jelena Achmylowskaja   | Großmeister der Frauen            |
| 1987 | Artur Jussupow         | Großmeister                       |
| 1989 | Rafael Waganjan        | Großmeister                       |
| 1990 | Ljudmila Belawenez     | Fernschach-Großmeister der Frauen |
| 1990 | Alexander Beljawski    | Großmeister                       |
| 1990 | Marta Litinskaja       | Großmeister der Frauen            |
| 1991 | Wladimir Sagorowski    | Fernschach-Großmeister            |
| 1991 | Mark Taimanow          | Großmeister                       |